# Сподній Долич
Сподній Долич (словен. Spodnji Dolič) — поселення в общині Витанє, Савинський регіон, Словенія. 
Висота над рівнем моря: 575,8 м.